# إدموند فرحات
إدمون يوسف فرحات (20 مايو 1933 في عين كفاع، لبنان - 17 ديسمبر 2016 في روما، إيطاليا) كان أسقف جبيل شرفًا و القاصد الرسولي السابق للنمسا. رُسِم كاهنًا في 28 مارس 1959 و من ثم أسقفًا في 20 أكتوبر 1989. بقي في السدة الأسقفية ما يزيد عن سبعة و عشرين عامًا إلى أن تقاعد في 2009.

## حياته
ولد إدمون بن يوسف فرحات في قرية عين كفاع اللبنانية و له ثلاثة إخوة و ثلاث أخوات. درس الثانوية في في إكليريكية غزير البطريركية، ثم غادر إلى باريس ليدرس بالمعهد الكاثوليكي. و هناك رسم شماسًا للكنيسة المارونية بحلب بوضع يد الأسقف إميل بلانشيت في 1958 في كنيسة القديس يوسف الكرملية التابعة للمعهد. و في 28 مارس من العام التالي رُسِم كاهنًا. ترأس خلال فترة كهنوته القسم العربي في إذاعة الفاتيكان لتسعة أعوام. و عينه البابا بولس السادس في الأمانة العامة لسينودس الأساقفة و عمل فيها اثنين و عشرين عامًا عضوًا و من ثم صار نائبًا لأمينها العام. عُين في 26 أغسطس 1989 قاصدًا رسوليًا للجزائر و موفدًا رسوليًا لليبيا، و رُسم مطرانًا شرفيًا لجبيل في 20 أكتوبر 1989 بوضع يد الأساقفة كارل يوزيف فويتيوا (لاحقًا البابا يوحنا بولس الثاني) و إدوارد إدريس كاسيدي وفرانشسكو كولاسوونو. و في عام 1995 عُين قاصدًا رسوليًا لسلوفينيا ومقدونيا الشمالية. و في 2001 عُين قاصدًا رسوليًا لكل من تركيا وتركمانستان. و من ثم عُين قاصدًا رسوليًا للنمسا في 2005 و تقاعد في 2009. بعد تقاعده عينه البابا فرنسيس واعظًا في كاتدرائية القديس بطرس، و عمل على تأليف كتاب عن مداخلات البطريرك الماروني والمطارنة الموارنة في أعمال المجمع المسكوني الفاتيكاني الثاني لكنه توفي قبل إكماله.

## وفاته
توفي بعد معاناة مع المرض في روما عام 2016، و أقيمت جنازته بمسقط رأسه قرية عين كفاع بكنيسة مار روحانا و ترأس صلاة الجنازة البطريرك بشارة بطرس الراعي و كذلك جناز الأربعين في الصرح البطريركي ببكركي.

## مؤلفاته و ترجماته
- الفاتيكان في مبانيه و معانيه - باللغة العربية.
- سيرتي مع سينودس الأساقفة: ذكريات واعتبارات - باللغة الإيطالية.
- الدبلوماسية الفاتيكانية.
- ترجم (نور العالم) للبابا بندكت السادس عشر من الألمانية للعربية.